# Zgoda (Świętochłowice)
Zgoda (deutsch Eintrachthütte) ist einer von fünf Stadtteilen der Stadt Świętochłowice in der Woiwodschaft Schlesien, in Polen.

## Geographie

Lage Zgodas (braun) im Stadtgebiet von Świętochłowice

Zgoda nimmt den Süden des Stadtgebiets von Świętochłowice ein. Im Norden grenzt Zgoda an die Innenstadt und die Stadt Bytom (Beuthen), im Osten an Chorzów (Königshütte), im Süden und im Westen an Ruda Śląska.

## Geschichte
Auf dem Gebiet des heutigen Zgoda im so genannten „Beuthener Schwarzwald“ fasste die Industrie sehr früh Fuß, denn bereits 1777 wurde im jungen Ort mit dem Steinkohleabbau und 1800 mit dem Abbau von Eisenerzen begonnen und bis in die 1840er Jahre wurden in der näheren Umgebung elf Steinkohlegruben angelegt. Eng mit der Entstehung des Ortes verbunden sind Franz Anton Egells aus Berlin sowie der sächsische Kabinettsminister Detlev von Einsiedel. Am 14. März 1838 kauften sie der Stadt Beuthen ein Waldgebiet ab und im selben Jahr konnte dort für 32.000 Taler das Gräflich von Einsiedel'sches Societäts Eisenwerk errichtet werden. Später wurde das Werk in Eintracht-Hochofen-Etablissement umbenannt und erhielt schließlich den Namen Eintrachthütte. Ursprünglich war die Eisenhütte ein Gemeinschaftsbetrieb der beiden Gründer, 1851 kaufte Egells jedoch die Anteile Einsiedelns.
Für die Arbeiter dieses großen Werks, das in den 1860ern bis zu 300 und den 1870ern bis zu 700 Angestellte beschäftigte, wurden Wohnraum und Institutionen nötig, was den gleichnamigen Ort entstehen ließ. So wurde 1853 in Eintrachthütte eine Arbeiterkolonie angelegt, die 1869 mit einer Schule und von 1884 bis 1885 mit der katholischen St.-Josefs-Kirche ausgestattet wurde. 1846 erhielt der Ort Anschluss an das Eisenbahnnetz der Strecke Breslau–Kattowitz. Ein weiterer wichtiger Industriebetrieb waren die Deutschland-Grube (heute KWK Polska) und die Hütte Bethlen-Falva (heute Huta Florian) nördlich des Ortes, die beide im Besitz der Henckel von Donnersmarck waren. Im Umkreis des Eintrachthütter Bahnhofs entstand zu dieser Zeit die Bahnhofskolonie.
Administrativ war Eintrachthütte ein Ortsteil der Gemeinde Friedenshütte (heute Nowy Bytom; Stadtteil von Ruda Śląska) und gehörte dem Landkreis Beuthen in der preußischen Provinz Schlesien an; kirchlich wurde der Ort 1883 zur eigenen Pfarrei erhoben. 
1919 erlebte die Stadt nicht nur den Beginn der Aufstände in Oberschlesien, sondern auch den Ausbruch einer Typhusepidemie. Infolge der Teilung Oberschlesiens nach der Volksabstimmung in Oberschlesien fand sich Eintrachthütte 1922 als Zgoda (übersetzt: Eintracht) in den Grenzen Polens wieder. 
Zum 1. Januar 1929 wurde Zgoda aus Nowy Bytom ausgemeindet und wurde Stadtteil von Świętochłowice. Auch in der Zwischenkriegszeit wuchs Zgoda an und erhielt neue Wohngebiete wie die Grażyński-Siedlung, an deren Einweihung auch Präsident Ignacy Mościcki zugegen war. Am 29. November 1931 wurde schließlich die moderne Josephskirche eingeweiht, die die alte, vom Ort weiter entfernte Pfarrkirche ersetzte, die 1932 aufgrund von Bergschäden abgerissen wurde.

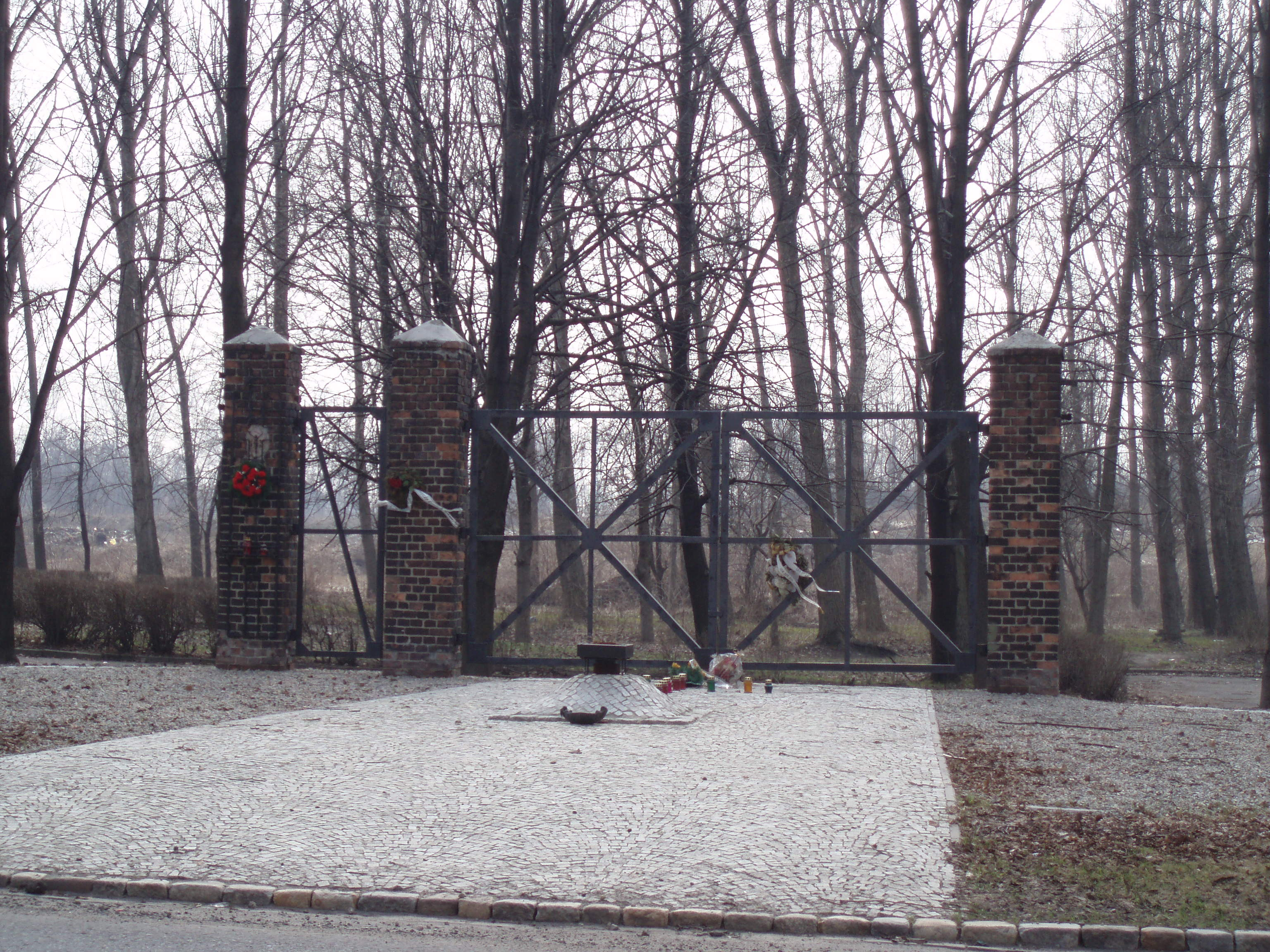
Einfahrtstor des Lagers

Beim Überfall auf Polen wurde Zgoda am 3. September 1939 von der Wehrmacht besetzt, wieder in Eintrachthütte umbenannt und war ab 1941 Teil des Gaus Oberschlesien im „Großdeutschen Reich“. 1942 wurde das KZ Eintrachthütte eingerichtet, das ab Mai 1943 ein Außenlager des KZ Auschwitz war. Die Insassen wurden unter anderem zur Zwangsarbeit in der Eintrachthütte (Huta Zgoda) eingesetzt. Nach der Eroberung Zgodas durch die Rote Armee am 28. Januar 1945 wurde das Lager in ein polnisches Arbeitslager umgewandelt (Lager Zgoda). Unter seinem Leiter Salomon Morel wurden hier vor allem Deutsche wegen ihrer Nationalität inhaftiert. Das Lager Zgoda wurde im November 1945 endgültig geschlossen.
Nach Kriegsende wurde der Ort wieder Teil Polens. 1947 wurde in der Huta Zgoda eine Fabrik für Bergbaumaschinen und Geräte eingerichtet und das Werk wurde eines der wichtigsten seiner Art in Polen. So besuchten neben vielen polnischen kommunistischen Politikern auch Urho Kekkonen 1964 sowie Fidel Castro 1972 die Huta Zgoda.

## Söhne und Töchter des Ortes
- Helena Hoffmann (* 7. Februar 1910), Ordensschwester
- Joachim Pilot (1928–2020), deutscher Physiker und Hochschullehrer